# Őszibarack-tarkamoly
A őszibarack-tarkamoly (Ypsolopha persicella) a valódi lepkék (Glossata) alrendjébe tartozó íveltszárnyú tarkamolyfélék (Ypsolophidae) családjának egyik, hazánkban általánosan elterjedt faja.

## Elterjedése, élőhelye
Európai faj, egész hazánkban előfordul. Elterjedési területét nem ismerjük egyértelműen, mert régebben számos szerző összetévesztette a hozzá közel álló fajokkal.

## Megjelenése
Kénsárga szárnyán szürkés harántsávok húzódnak. A szárny fesztávolsága 19–21 mm.

## Életmódja
Magyarországon évente egy nemzedéke kel ki. Több szerző szerint két nemzedékes, de csak a tavaszi nemzedék feltűnő. Az imágók telelnek át.
A hernyók a molylepkéktől szokatlan módon, araszolva közlekednek. A levélrejtekben élnek és táplálkoznak. Ha megzavarják őket, hátrafelé menekülnek, és esetenként egy selyemszálon a földre ereszkednek. A kifejlett hernyó a tápnövényen pergamenszerű, hosszúkás, világossárga gubóban bábozódik.
A lepkék a nyár első kelnek ki. Hosszú ideig élnek, egy részük át is telel. Némely telelő nőstények az enyhébb téli napokon még petézik is, főleg őszibarackra. A petéket többnyire egyesével és a rügyalapra helyezi. A kikelő kis hernyók kora tavasszal a fakadó rügyeket
eszik, majd összeszövik egy-egy levéllemez két szélét, és belülről rágnak nagyobb lyukakat. Általában a tápnövény csúcsát károsítják. Sokféle növényen megjelenhetnek, de fő gazdanövényeik:
- őszibarack,
- kajszi és
- mandula.

## Külső hivatkozások
- Mészáros Zoltán – Szabóky Csaba: A magyarországi molylepkék gyakorlati albuma. Budapest: Agroinform. 2005.  arch Hozzáférés: 2018. április 6. (PDF)